# Panaxia dominulina
Panaxia dominulina là một loài bướm đêm thuộc phân họ Arctiinae, họ Erebidae.